# Cantón de Carcasona-Norte
El cantón de Carcasona-Norte, también denominado Carcasona 2º Cantón-Norte,  era una división administrativa francesa, que estaba situada en el departamento de Aude y la región de Languedoc-Rosellón.

## Composición
El cantón estaba formado por una  comuna, más una fracción de la comuna que le daba su nombre:
- Carcasona (fracción)
- Pennautier

## Supresión del cantón de Carcasona-Norte
En aplicación del Decreto nº 2014-204 de 21 de febrero de 2014, el cantón de Carcasona-Norte fue suprimido el 22 de marzo de 2015 y sus 2 comunas pasaron a formar parte; una del nuevo cantón del Valle del Orbiel (de marzo de 2015 a enero de 2016 llamado Cantón de Villemoustaussou), y la fracción de la comuna que le daba su nombre, se unió con las demás para que, por medio de una reestructuración cantonal, fueran creados los nuevos cantones de Carcasona-1, Carcasona-2 y Carcasona-3.